# 서커스 (1928년 영화)
《서커스》(The Circus)는 미국에서 제작된 찰리 채플린 감독의 1928년 코미디, 가족, 드라마, 멜로/로맨스 영화이다. 찰리 채플린 등이 주연으로 출연하였고 찰리 채플린 등이 제작에 참여하였다.

## 출연

### 주연
- 찰리 채플린

### 조연
- 알 어니스트 가르시아
- 머나 케네디
- 해리 크락커
- 조지 데이비스
- 헨리 버그맨
- 타이니 샌포드
- 존 랜드
- 스티브 머피
- 앨버트 오스틴
- 스탠리 브리스톤
- 하인니 콘클린
- 빌 나이트
- 베티 모리시
- L.J. 오코너
- 잭 P. 피어스
- 맥스 타이론

## 기타
- 배역: 알 어니스트 가르시아